# 瑙塔區
瑙塔區（西班牙語：Distrito de Nauta），是秘魯的一個區，位於該國東北部洛雷託大區的洛雷托省，始建於1857年1月2日，面積6,672.35平方公里，海拔高度111米，2005年人口29,859，人口密度每平方公里4.5人。